# نیترید کروم
نیترید کروم (به انگلیسی: Chromium nitride) با فرمول شیمیایی CrN یک ترکیب شیمیایی است. که جرم مولی آن ۶۶٫۰۰۳ g/mol می‌باشد. شکل ظاهری این ترکیب، پودر سیاه است.